# Katarzyna Wojdak-Maksymiec
Katarzyna Aleksandra Wojdak-Maksymiec – polska inżynier, dr hab. nauk rolniczych, adiunkt Katedry Genetyki i Ogólnej Hodowli Zwierząt Wydziału Biotechnologii i Hodowli Zwierząt Zachodniopomorskiego Uniwersytetu Technologicznego w Szczecinie.

## Życiorys
W 1987 uzyskała tytuł magistra na Wydziale Zootechnicznym Akademii Rolniczej w Szczecinie, 12 stycznia 2000 obroniła pracę doktorską Charakterystyka genetyczna kóz importowanych na teren Pomorza na podstawie polimorfizmu niektórych białek krwi, 28 kwietnia 2010 habilitowała się na podstawie pracy zatytułowanej Poszukiwanie związków pomiędzy wybranymi genami nieswoistej odpowiedzi immunologicznej a liczbą komórek somatycznych i zawartością niektórych składników w mleku krów.
Piastuje stanowisko adiunkta w Katedrze Genetyki i Ogólnej Hodowli Zwierząt na Wydziale Biotechnologii i Hodowli Zwierząt Zachodniopomorskiego Uniwersytetu Technologicznego w Szczecinie.